# 화봉재
화봉재는 전북특별자치도 군산시 옥구읍 오곡리에 있는 서당 건축물이다. 2003년 12월 20일 군산시의 향토문화유산 제6호로 지정되었다.

## 개요
1898년 건립된 담양전씨 집안 소유 서당건물로 정면 4칸, 측면 2칸의 일자형 팔작지붕 건물이다. 추모재는 윗서당, 화봉재는 아랫서당이라 불렀는데, 본래 옥화산 중턱에 건립되었던 것을 1988년 현재의 위치로 이전하였다.